# جابه‌جایی
جابجایی، در دینامیک حرکتی است که در آن، همهٔ نقاط جسم به یک اندازه و در یک جهت حرکت کنند.
در جسمی که حرکت جابجایی انجام می‌دهد، اگر خط راستی در صفحه روی جسم رسم شود، امتداد خط در طول مدت حرکت ثابت می‌ماند.
در جابجایی، هر نقطهٔ جسم مانند {\displaystyle (x,y,z)} با استفاده از رابطهٔ زیر به نقطهٔ جدید جابجا می‌شود:
{\displaystyle (x,y,z)\to (x+\Delta x,y+\Delta y,z+\Delta z)}
که در رابطهٔ بالا، {\displaystyle (\Delta x,\Delta y,\Delta z)} بردار ثابت جابجایی است.
برای یک جسم در فضا، جابجایی می‌تواند حاصل جمع سه جابجایی در راستای سه محور باشد که به جسم سه درجه آزادی می‌دهد. در حقیقت حرکت کلی یک جسم صلب در فضای سه‌بعدی، حاصل ۳ جابجایی در راستای ۳ محور و ۳ دوران به دور ۳ محور (۶ درجه آزادی) است؛ ولی برای یک ذره، با توجه به در نظر نگرفتن ابعاد آن، دوران معنی نمی‌دهد و ذره تنها ۳ درجه آزادی دارد.

## شکل نمودار مکان زمان در حرکت با سرعت یا شتاب ثابت
در حرکت با سرعت ثابت، شکل نمودار مکان-زمان به صورت یک خط است و معادله آن خط، همان معادله حرکت یا معادله جابجایی است.
فرم کلی معادله مکان زمان به صورت x=vt+x0 است که در آن، x و v به‌ترتیب مکان و سرعت متحرک در لحظهٔ t و x0 مکان اولیهٔ متحرک است.
حرکت با شتاب ثابت: در حرکت با شتاب ثابت، شکل نمودار مکان زمان به صورت یک سهمی به معادلهٔ
x=1/2 at2 + v0t +x0است که در آن، x و a به‌ترتیب مکان و شتاب متحرک در لحظهٔ t و x0 و v0 به‌ترتیب مکان و سرعت اولیهٔ متحرک است.